# Mario Leone
Mario Leone (n. 24 august 1922, Florența, Regatul Italiei – d. 17 noiembrie 2013, Florența, Italia) a fost un politician italian, președinte al Toscanei (1978–1983).